# Anton Ramsler
Anton Ramsler (* zwischen 1560 und 1566 in Straubing; † um 11. März 1607 in Tübingen) war ein württembergischer Maler, der in Tübingen wohnhaft und tätig war. Er war der Vater des Malers Jacob Ramsler.

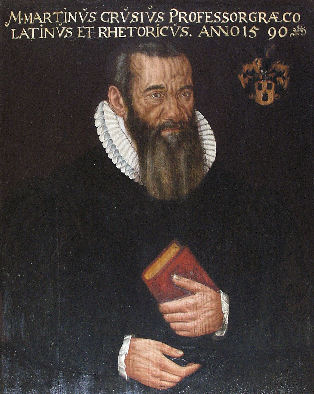
Martin Crusius

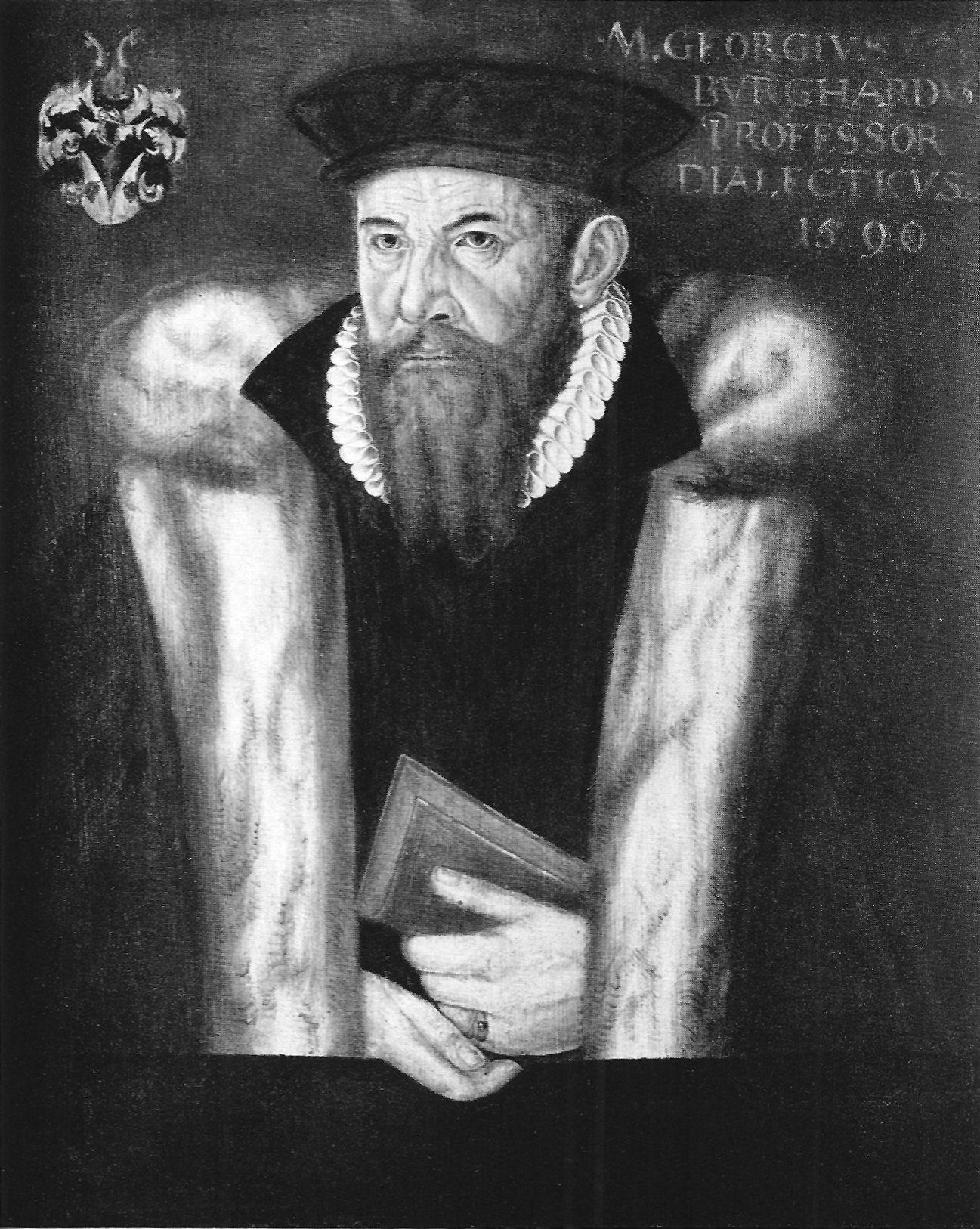
Georg Burckhardt

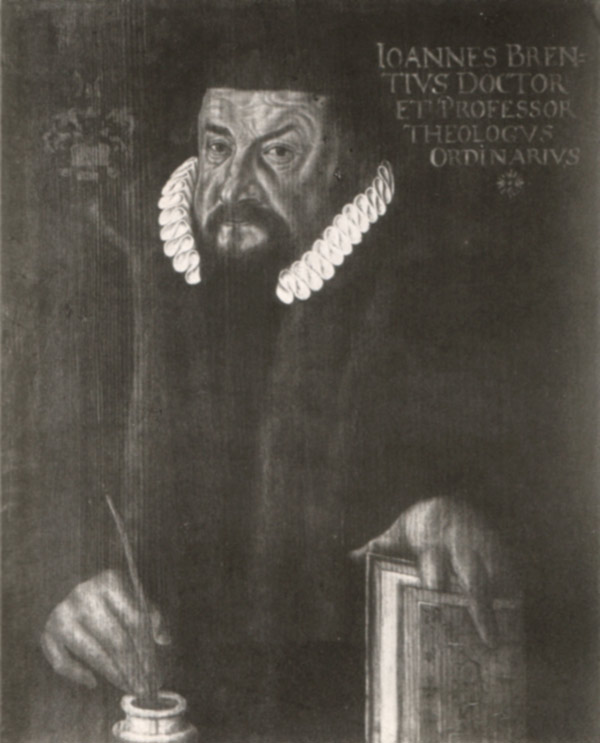
Johannes Brenz d. J.

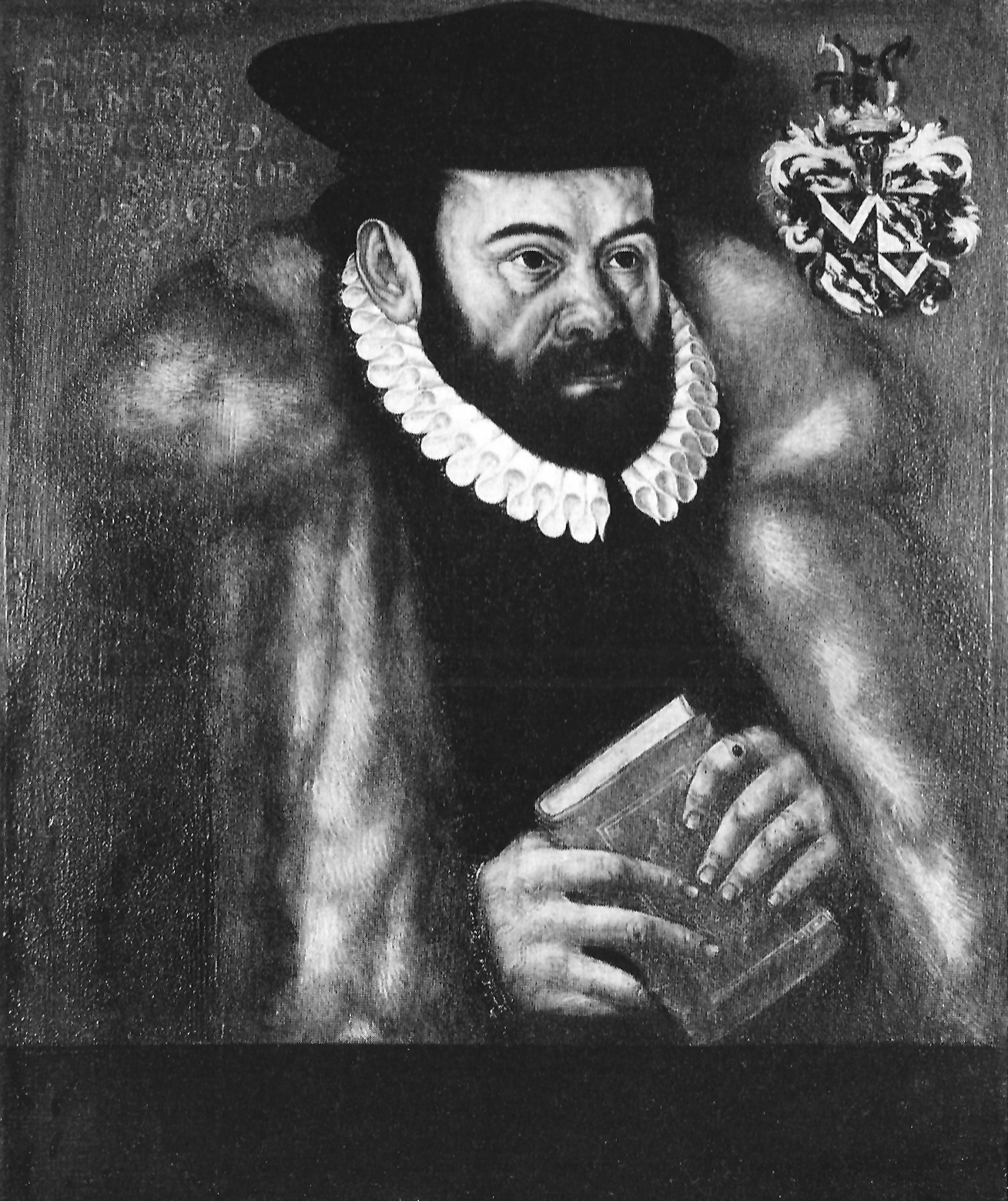
Andreas Planer

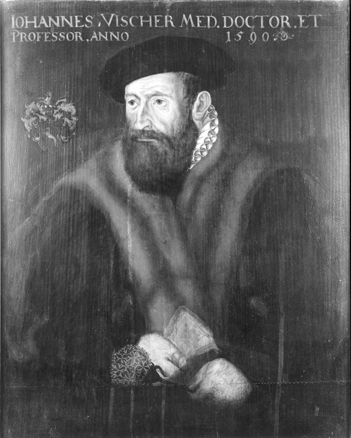
Johannes Vischer

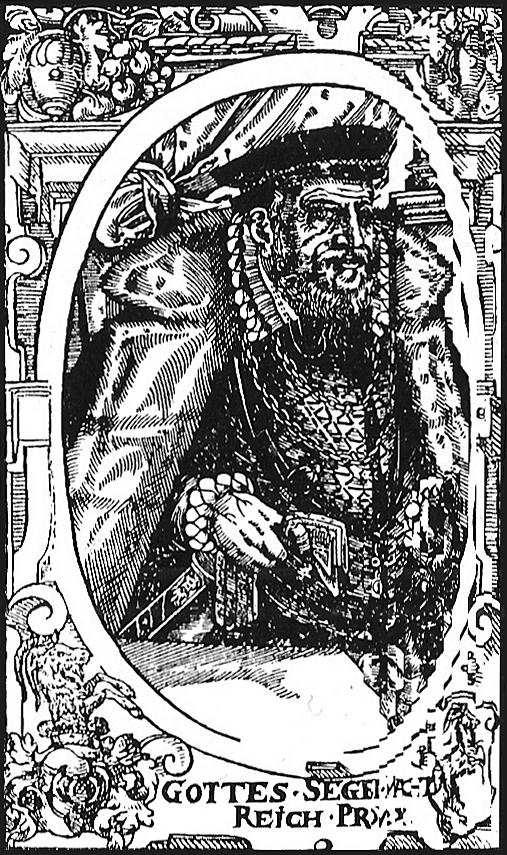
Balthasar Moser von Filseck (Holzschnitt nach einem Gemälde von Anton Ramsler)

## Leben
Anton Ramsler war ein Sohn des Steinhauers und späteren Malers Gerhard Ramsler, der wegen der Religion aus seiner niederländischen Heimat nach Straubing kam. Anton Ramsler wuchs zunächst in Straubing auf, vermutlich ab 1570 in Augsburg, wohin seine Familie wechselte. Nach Angaben seines Sohns Jacob kam er 1580 – also als Lehrjunge – auf Veranlassung des Theologen Jakob Andreae nach Tübingen. Am 11. Juli 1586 heiratete er in Lauingen Sibilla Brentel (* 21. Mai 1563), eine Tochter des bekannten Lauinger Wappenmalers Georg Brentel. Es ist wahrscheinlich, dass Ramsler zuvor bei Brentel als Geselle arbeitete und daher seine Tochter kannte. Im gleichen Jahr 1586 wurde Ramsler offiziell als „Illuminista Augustanus“, Maler und Bürger von Tübingen, immatrikuliert, wo er bis zu seinem Tod lebte. Ramsler war nach Johann Heinrich Füllmaurer der insgesamt zweite auswärtige Künstler, der in Tübingen – dazu nach einer längeren Unterbrechung – eingetragen wurde. Danach wurden solche Immatrikulationen häufiger vorgenommen. Diese Immatrikulation empfand Ramsler offenbar auch als einen großen Erfolg, den er sich in einem in Graz erhaltenen Stammbuch stolz als „maller der universitaett Tübingen“ bezeichnete.
Ramsler war ein viel beschäftigter Maler und ist der Autor einer der beiden Gruppen der Professorenbildnisse, die in den Jahren 1588–1590 auf Veranlassung des Philologen und Historikers Erhard Cellius entstanden und den Anfang der Tübinger Professorengalerie bildeten. Da damals die Bildnisse nicht signiert wurden, war die Autorschaft Ramslers bis ins 20. Jh. nicht bekannt, zumal Cellius in seinem Büchlein Imagines professorum Tubingensium (1598) nur Hans Ulrich Alt als Autor der bis zu diesem Zeitpunkt entstandenen Bildnisse nannte. Erst nach der Veröffentlichung des Tagebuchs von Martin Crusius, der in einem Eintrag von 1599 Ramsler als den Autor, der damals entstandenen Bildnisse nannte, sind Zweifel entstanden, die durch sorgfältige Stilanalysen weitgehend ausgeräumt werden konnten.
Außer den Porträts malte Ramsler Miniaturen und Wappen, vor allem in den zu diesem Zeitpunkt sehr in Mode gekommenen Stammbüchern. Seit 1582 zeigt sich bei den Wappen in Tübinger Stammbüchern ein ganz charakteristischer heraldischer Stil, der in seinen großgesehenen Formen, starken Farben und deftigen, leicht goldgehöhlten Helmdecken in Ranekenform nächst verwandt ist mit dem von Georg Brentel. Ein Eintrag von Anton Ramsler neben solcher Wappenzeichnung in einem Stammbuch von 1587 lässt ihm diese Arbeiten zuschreiben. Diese Malweise übernahm Anton Ramsler offenbar von seinem Schwiegervater. Auch ein Miniaturbildnis des Tübinger Professors Johann Hochmann von 1582 in dem Stammbuch ist auffällig gleich in der Malweise des Lauinger Malers und dürfte ebenso von Ramsler stammen. Die zahlreichen Wappen und allegorischen Darstellungen in diesem Stil sind in Feinheit und Kostbarkeit der Ausführung je nach Vermögen und Stand oder Bezahlung der Auftraggeber ungleich. Neben den Wappen und Miniaturbildnissen finden sich in den Stammbüchern erstaunlich flott gezeichnete Stammbuchbilder, so z. B. ein eleganter Kavalier und ein gebückter Greis gegeneinander gestellt neben einem eigenen Eintrag des Malers von 1598 und eine sehr feine, elegante Justitia in zarten Farben.
Ramsler war – ähnlich wie Alt – kein Künstler von Rang, doch es gelang ihm Gesichtsausdruck, Erscheinung und auch Haltung einer stattlichen Anzahl von Männern getreu festzuhalten, die für das geistige und politische Leben Württembergs in dieser Zeit von Bedeutung gewesen sind. Die Unterschiede im Stil vom Alt und Ramsler sind sehr gering. Der Stil der beiden erinnert an Holzschnitte, während die Bilder von Ramsler „mehr graphisch und sauber durchgeführt sind“.

## Kinder
Ramsler hatte vermutlich zwölf Kinder, davon acht Söhne. Mindestens drei von ihnen wurden Maler. Außer dem in Tübingen gebliebenen Jacob (1587–1635), lebte dessen jüngerer Bruder, Friedrich, in Urach und ein zweiter, Johannes, eine Zeitlang in der Heimatstadt seiner Mutter Lauingen als Geselle. Nur ein Sohn, Gerhard Anton, studierte und wurde Pfarrer.
- Jacob (1587–1635), Maler
- Friedrich (vermutlich 1588 – nach 1621), Maler
- Andreas (* 1589)
- Johannes (vermutlich 1590 – 1624), Maler
- Elias (* 1591; † in der Fremde)
- Barbara (1592–1653), ⚭ 1613 Martin Eiselin (1589–1664), Hofgerichtsbote in Tübingen
- Felicitas (* 1594). ⚭ 1623 Johannes Späth in Tübingen
- Margareta (* 1598)
- Agnes (* 1601)
- Gerhard Anton (1603–1640), Pfarrer
- Abraham (* 1605; † in der Fremde)
- Vilosandro (?)

## Berühmtere Arbeiten
- 1588 Georg Hitzler, (Öl auf Holz, Tübinger Professorengalerie)
- 1589 Matthäus Enzlin (Öl auf Holz, Tübinger Professorengalerie)
- 1590 Johannes Brenz d. J. (Öl auf Holz, Tübinger Professorengalerie)
- 1590 Georg Burkhardt (Öl auf Holz, Tübinger Professorengalerie)
- 1590 Martin Crusius (Öl auf Holz, in der Tübinger Professorengalerie durch eine spätere Replik ersetzt)
- 1590 Samuel Heiland, (Öl auf Holz, Tübinger Professorengalerie)
- 1590 Georg Hamberger, (Öl auf Holz, Tübinger Professorengalerie)
- 1590 Daniel Mögling, (Öl auf Holz, Tübinger Professorengalerie)
- 1590 Andreas Planer, (Öl auf Holz, Tübinger Professorengalerie)
- 1590 Dietrich Schnepf (Öl auf Holz, Tübinger Professorengalerie)
- 1590 Johannes Vischer (Öl auf Holz, Tübinger Professorengalerie)
- Balthasar Moser von Filseck und Weilerberg [Bürgermeister von Göppingen und herzoglicher Kammermeister] (Württembergisches Landesmuseum Stuttgart)